# 박술녀
박술녀(朴述女, 1957년 8월 9일~)는 대한민국의 한복 디자이너이자 연구가로, 대략 1977년경부터 한복 사업에 손을 대었으며, 현재 박술녀한복 대표 원장이다.
주요 한복연구가 중 한 사람으로서 그녀의 회사인 박술녀한복을 중심으로 활발한 활동을 펼치고 있으며 주요 패션쇼에도 많이 참가하는 인물이다.
여러 인터뷰에서 그녀는 그녀의 한복 사랑을 항상 표현하며 한복 대중화에 힘쓰는 인물로 알려져 있다. 한복 매치법에 대한 조언을 통해 "한복은 급격한 유형은 없지만 소매의 길이나 폭의 길이에 변화가 나타나며 변화가 나타난다. 또한 한복은 무조건적으로 몸을 가리는 의상이 아니라 속과 목선을 강조하는 의미가 있어 우아함을 더욱 높이는 효과가 있다."고 말한 바 있다.
그녀는 이영희, 이리자 등 1세대 한복연구가를 잇는 대표적인 한복연구가로서 그녀의 스승은 이리자 선생으로 알려져 있다.

## 방송
- 2014년 MBC 드라마 《왔다! 장보리》 - 침선장 역
- 2019년~2020년 KBS2 예능 《사장님 귀는 당나귀 귀》
- 2020년 KBS1 시사교양 《아침마당》
- 2020년 KBS1 시사교양 《TV는 사랑을 싣고》

## 같이 보기
- 박정수
- 이영희
- 이효재
- 이리자